# Felino
Felino (emilián nyelven Flén) település Olaszországban, Emilia-Romagna régióban, Parma megyében. Lakosainak száma 9150 fő (2023. január 1.). Felino Calestano, Langhirano, Parma és Sala Baganza községekkel határos.

## Népesség
A település lakossága az elmúlt években az alábbi módon változott:
| Lakosok száma | 8837 | 8873 | 9150 |
|               | 2017 | 2018 | 2023 |